# 68730 Straizys
68730 Straizys è un asteroide della fascia principale. Scoperto nel 2002, presenta un'orbita caratterizzata da un semiasse maggiore pari a 2,7274000 UA e da un'eccentricità di 0,2006945, inclinata di 1,23891° rispetto all'eclittica.
L'asteroide è dedicato all'astronomo lituano Vytautas Straižys.